# Rockabye baby!
Rockabye Baby! es una popular línea de CD de canciones de cuna, dirigidas a niños y recién nacidos, que debutó en 2006. La serie crea versiones de cuna instrumentales de canciones de bandas de rock populares, incluyendo Led Zeppelin, Metallica, Radiohead, Coldplay, Nirvana y Green Day.

## Historia
Rockabye Baby fue creada en CMH Records, una disquera independiente fundada a mediados de los '70 en Los Ángeles. El Grupo Discográfico CMH también lleva los Vitamin Records.
Algunos de los títulos de la serie incluyen Rockabye Baby! Lullaby Renditions of U2, Rockabye Baby! Lullaby Renditions of The Beatles, y Rockabye Baby! Lullaby Renditions of Coldplay.

## Actuales y Por venir
Actualmente existen 23 álbumes de Rockabye Baby! en el mercado que presentan éxitos de Coldplay, Metallica, Radiohead, Tool, Pink Floyd, Muse, The Cure, The Beach Boys, Nirvana, Led Zeppelin, The Eagles, Queens of the Stone Age, U2, The Ramones, Nine Inch Nails, Smashing Pumpkins, No Doubt, Bob Marley, Green Day, Rolling Stones, AC/DC, The Beatles, Aerosmith y Björk.
Los lanzamientos más recientes de Rockabye Baby! incluyen Lullaby Renditions of AC/DC, lanzado el 4 de marzo de 2008 y Lullaby Renditions of The Pixies, lanzado el 10 de junio de 2008.
Los próximos álbumes de Rockabye Baby! incluirán tributos a Queen, Adele, Kanye West, Stevie Wonder, Guns N' Roses, Black Sabbath y Lady Gaga .

## Discografía
- Rockabye Baby! Lullaby Renditions of AC/DC (3/4/2008)
- Rockabye Baby! Lullaby Renditions of The Beach Boys (10/10/2006)
- Rockabye Baby! Lullaby Renditions of The Beatles (3/13/2007)
- Rockabye Baby! Lullaby Renditions of Björk (3/13/2007)
- Rockabye Baby! Lullaby Renditions of Bob Marley (3/13/2007)
- Rockabye Baby! Lullaby Renditions of Christmas Rock (9/11/2007)
- Rockabye Baby! Lullaby Renditions of Coldplay (8/29/2006)
- Rockabye Baby! Lullaby Renditions of The Cure (10/10/2006)
- Rockabye Baby! Lullaby Renditions of The Eagles (1/9/2007)
- Rockabye Baby! Lullaby Renditions of Green Day (6/5/2007)
- Rockabye Baby! Lullaby Renditions of Led Zeppelin (10/31/2006)
- Rockabye Baby! Lullaby Renditions of Metallica (8/29/2006)
- Rockabye Baby! Lullaby Renditions of Nine Inch Nails (2/20/2006)
- Rockabye Baby! Lullaby Renditions of Nirvana (10/31/2006)
- Rockabye Baby! Lullaby Renditions of No Doubt (2/20/2007)
- Rockabye Baby! Lullaby Renditions of Pink Floyd (9/19/2006)
- Rockabye Baby! Lullaby Renditions of the Pixies (6/10/2008)
- Rockabye Baby! Lullaby Renditions of Queens of the Stone Age (1/2/2007)
- Rockabye Baby! Lullaby Renditions of Radiohead (8/29/2006)
- Rockabye Baby! Lullaby Renditions of The Ramones (1/30/2007)
- Rockabye Baby! Lullaby Renditions of The Rolling Stones (9/11/2007)
- Rockabye Baby! Lullaby Renditions of Smashing Pumpkins (2/20/2007)
- Rockabye Baby! Lullaby Renditions of Tool (9/19/2006)
- Rockabye Baby! Lullaby Renditions of U2 (1/30/2007)